# Peckia uncinata
Peckia uncinata är en tvåvingeart som först beskrevs av Hall 1933. Peckia uncinata ingår i släktet Peckia och familjen köttflugor.
Artens utbredningsområde är Panama. Inga underarter finns listade i Catalogue of Life.